# Serapias orientalis
La serapide orientale (Serapias orientalis (Greuter) H.Baumann & Künkele, 1988) è una pianta appartenente alla famiglia delle Orchidacee.

## Descrizione

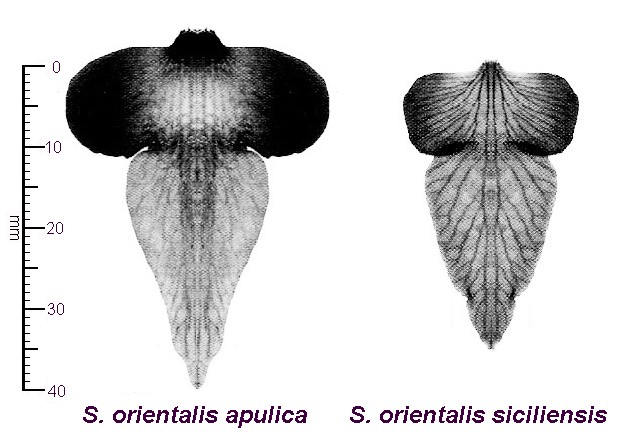
Differenze nella morfologia del labello delle sottospecie S. o. apulica e S. o. siciliensis

È una pianta erbacea geofita bulbosa, con fusti eretti, con striature violacee,di altezza variabile dai 10 ai 30 cm.
Le foglie sono lineari-lanceolate.
L'infiorescenza, lassa e allungata, è composta da pochi fiori distanziati (da 3 a 8), ognuno accompagnato da una lunga brattea violacea.
I fiori sono formati da 2 tepali esterni, lanceolati e saldati a formare un casco tepalico acuto e da 2 tepali interni che vanno a formare una specie di elmo.
Il labello, trilobato e di colore da rosso ocra a rosso salmone, è privo di sperone; la parte esterna del labello (epichilo) è ripiegata all'indietro, e misura 12–19 mm di lunghezza per 18–26 mm di larghezza. L'ovario è di colore verde chiaro, il ginostemio rosso scuro, i pollinii verdastri.
Periodo di fioritura: da marzo a maggio.

## Biologia
Come la maggior parte delle specie di Serapias si riproduce per impollinazione entomofila grazie all'opera degli insetti pronubi cui offre riparo all'interno del casco tepalico.

## Distribuzione e habitat
L'areale di questa specie abbraccia il bacino orientale del Mediterraneo.

## Tassonomia
Appartiene alla sezione Bilamellaria - gruppo Serapias vomeracea, insieme di entità contraddistinte da callosità basale del labello divisa in due parti divergenti.
Il numero cromosomico di Serapias orientalis è 2n=36.

### Sottospecie
Ne sono state descritte 4 sottospecie:
- S. orientalis subsp. orientalis (Greuter) H.Baumann & Künkele, 1988
- S. orientalis subsp. apulica H.Baumann & Künkele, 1989
- S. orientalis subsp. levantina (H. Baumann & Künkele) Kreutz, 2004
- S. orientalis subsp. siciliensis Bartolo & Pulv., 1993

### Ibridi
Serapias orientalis da talora luogo ad ibridi con altre specie di Serapias
- Serapias × garganica H.Baumann & Künkele, (1989) (S. orientalis subsp. apulica × S. vomeracea)

Sono stati inoltre descritti ibridi intergenerici con alcune specie di Anacamptis:
- × Serapicamptis anatolica (Renz & Taubenheim) J.M.H.Shaw, 2005 (A. laxiflora × S. orientalis)
- × Serapicamptis cytherea (B.Baumann & H.Baumann) H.Kretzschmar, Eccarius & H.Dietr., 2007 (A. papilionacea × S. orientalis)
- × Serapicamptis ducoroniae (P.Delforge) J.M.H.Shaw, 2005 (A. morio × S. orientalis subsp. apulica)